# Unité militaire d'aide à la production
Pour l'outil cartographique uMap, voir OpenStreetMap.
Les unités militaires d'aide à la production (en espagnol : Unidades Militares de Ayuda a la Producción, abrégé en UMAP) sont des camps de travail fondés par le gouvernement cubain et mis en place dans les années 1960. Selon les autorités cubaines, ces centres UMAP doivent accueillir les individus qui ne peuvent pas être incorporés dans l'armée, il s'agit d'un service civil. Cela concerne notamment les religieux, antimilitaristes, homosexuels ou opposants politiques. Les UMAP incluaient également des travailleurs volontaires, le travail y étant rémunéré au même titre que le service militaire et permettant de disposer d'un emploi à la sortie. Environ 25 000 personnes y ont travaillé, volontairement pour certaines ou de manière obligatoire pour la majorité.
L'historien Pierre Rigoulot décrit ces camps comme « destinés aux homosexuels, aux asociaux et aux autres parasites ». Le sociologue Vincent Bloch précise que « l’édification de l’homme nouveau — rêvé par Che Guevara — est le prétexte idéologique du régime tout au long des années 1960 : au nom d’une moralité confuse et incertaine, les hippies, les homosexuels, les témoins de Jéhovah, les artistes idéologiquement « diversionnistes » sont envoyés dans des camps de concentration, appelés Unités militaires d’aide à la production (UMAP). En compagnie des hommes « non fiables » âgés de 18 à 27 ans, que le gouvernement juge imprudent d’initier au maniement des armes dans le cadre du service militaire obligatoire (SMO), ils constituent la catégorie de citoyens dont la conduite est impropre ».
Constituées en 1964, les UMAP sont supprimées en 1968. Les UMAP disparaissent mais l'organisation des camps de travail agricole perdure, sans clôtures et miradors, jusqu'au début des années 1990 mais n'ont plus de rapport avec le service militaire des jeunes Cubains. Les UMAP sont aujourd'hui considérées par le gouvernement cubain comme une « erreur irréparable ».

## Historique

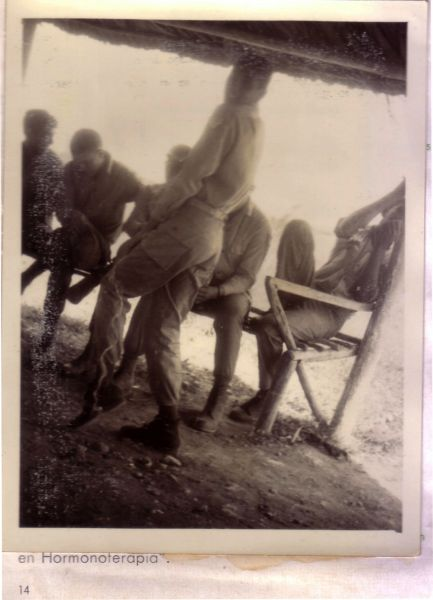
Thérapie de réorientation sexuelle à Cuba dans une unité militaire d'aide à la production (1967). Maria Elena Solé.

### Organisation et objectifs
Le premier camp de travaux forcés est celui de Guanahacabibes (1960-1961), créé à l'initiative de Che Guevara, afin de permettre le rachat par le travail pour les auteurs de « crimes contre la morale révolutionnaire » (fonctionnaires jugés coupables de délits de corruption). D'une durée de quelques semaines à un mois Ils ont la possibilité de refuser, mais doivent démissionner de leurs responsabilités. Selon Serge Raffy « pour les ouvriers le Che crée un centre de réhabilitation à Segundo Cazalis. Ils sont rééduqués par le cachot et la privation de nourriture. Ils deviennent alors des hommes « neufs », libérés des soucis matériels et de leur famille, ils sont alors les « soldats de la révolution ». Les assertions de Serge Raffy ne sont toutefois pas admises par certains biographes de Guevara,,.
Pour le sociologue Vincent Bloch, « L’édification de l’homme nouveau - rêvé par Che Guevara - est le prétexte idéologique du régime tout au long des années 1960 : Au nom d’une moralité confuse et incertaine, les hippies, les homosexuels, les témoins de Jéhovah, les artistes idéologiquement « diversionnistes » , sont envoyés dans des camps de concentration, appelés Unités militaires d’aide à la production (UMAP). En compagnie des hommes « non fiables » âgés de 18 à 27 ans, que le gouvernement juge imprudent d’initier au maniement des armes dans le cadre du Service militaire obligatoire (SMO), ils constituent la catégorie de citoyens dont la conduite est impropre ».
En 1961, Fidel Castro ouvre des camps d'internement pour les opposants au régime. En 1963, dans un contexte de tensions avec les États-Unis (débarquement de la baie des cochons, embargo, actions terroristes pilotées par la CIA), un service militaire de deux ou trois ans est restauré pour les Cubains âgés de 18 à 27 ans. L’armée cubaine, avec à sa tête Raúl Castro, prend en charge à partir de 1964, la gestion des camps que l'historien Pierre Rigoulot décrit comme « destinés aux homosexuels, aux asociaux et aux autres parasites ». Ramiro Valdés préside à la création des camps et organise l'arrestation des individus qualifiés d'asociaux. Installés dans la province de Camagüey, les camps sont estimés à un environ 200. Ils doivent, à travers le travail, notamment dans les champs de canne à sucre, éradiquer l’homosexualité et en rééduquer les hommes et femmes qui la pratiquent. Selon Serge Raffy, à plusieurs reprises Fidel Castro organise des « rafles nocturnes » intitulées « nuit des 3 P » (Prostitués, Proxénètes, Pédés - Prostitutas, Proxenetas, Pajaros,) qui alimentent les UMAP en main d'œuvre,.
Le gouvernement cubain a persisté à affirmer que les UMAP n'étaient pas des camps de travail, mais une partie du service civil. Selon lui, les camps UMAP étaient une autre forme de service civil pour les Cubains qui ne pouvaient pas servir dans l'armée car ils étaient antimilitaristes, homosexuels ou opposants politiques. La majorité des prisonniers des UMAP étaient des antimilitaristes. Une petite partie, entre 8 et 9 % des détenus, étaient des hommes homosexuels, des témoins de Jéhovah, des adventistes du septième jour, des prêtres catholiques et protestants, des intellectuels, des fermiers qui résistèrent à la collectivisation, ainsi que toute personne considérée comme « antisociale » ou « contre-révolutionnaire ». Norberto Fuentes, un ancien agent de la Dirección de Inteligencia, les services de renseignement cubains, estimait que, sur environ 35 000 internés, 507 se retrouvaient dans des services psychiatriques, 72 étaient morts de tortures et 180 se sont suicidés.
Pour Fidel Castro les homosexuels n'ont pas la force de caractère nécessaire aux révolutionnaires. Taxés d'« agents de l'impérialisme américain », ces « déviants » ne méritent pas d'exister rapporte Frédéric Martel. L'historien Pierre Rigoulot note que Raúl Castro avait découvert en Bulgarie une thérapie permettant de soigner les homosexuels. Ces derniers devaient visionner un film montrant une relation homosexuelle et quand ils étaient excités par le film, ils recevaient une décharge électrique. Dans son ouvrage Quand nous étions révolutionnaires, Roberto Ampuero indique que Raul Castro voulait former des révolutionnaires « avec des couilles ». Toutefois, selon l'universitaire américain Jafari Sinclaire Allen, « il ne semble pas y avoir eu de tentative d’y “guérir” l’homosexualité des prisonniers. Les détenus avaient bien quelques rendez-vous avec des “psychologues”, mais il semble que cela ait plus été des formalités administratives qu’une forme de thérapie ».

### Conditions de vie
Martha Frayde évoque en ces termes ces unités militaires : l'UMAP « avait construit dans l’île des camps de travail qui se trouvaient être, en fait, de véritables camps de concentration, où l’on entassait des jeunes, accusés de délits divers, qui servaient en fait de main d’œuvre gratuite dans les nombreux chantiers ouverts par le gouvernement ». Au contraire, l'universitaire américain Jafari Sinclaire Allen récuse l'utilisation du terme de « camps de concentration » pour désigner les UMAP. Durant les premières semaines, les personnes recevaient une instruction militaire mais aucune arme ne leur était confiée. Par la suite, elles devaient effectuer des travaux agricoles une dizaine d'heures par jour, à l'exception du dimanche. L'écrivain Roberto Ampuero rapporte le témoignage d'un ancien prisonnier de l'UMAP. Ce dernier indique avoir été envoyé en détention après la dénonciation d'un membre des comités de défense de la révolution car enfant, il aimait la danse. Dans le camp, les hommes dormaient à plus de cent dans des hangars, entourés de barbelés, mélangés avec des handicapés mentaux et des criminels ; tous les jours, des hommes étaient violés. Le poète José Mario, dont les écrits non conformes à l’éthique socialiste le conduisent à passer huit mois dans une UMAP, se souvient « des baraques, du nid de mitrailleuses des gardiens, des fils de fer barbelés et de la grande pancarte à l’entrée, qui proclamait : Le travail fera de vous des hommes »,.
Selon Mariela Castro, la directrice du CENESEX (organisme de défense des droits homosexuels à Cuba), la façon dont étaient traités les homosexuels variait fortement dans les UMAP. Selon elle, dans certaines ne se produisaient aucun abus, tandis que dans d'autres ils étaient sujets à des traitements dégradants. Elle considère qu'il ne s'agissait pas de « camps » mais reconnaît la « violation des droits » des détenus. Certains responsables des camps ont été traduits devant des tribunaux militaires et chassés de l’armée.
Selon un rapport de 1967 de l'Organisation des États américains sur les droits de l'homme, plus de 30 000 internés sont « forcés de travailler gratuitement dans les fermes d'État de 10 à 12 heures par jour, du lever au coucher du soleil, sept jours par semaine, recevant une alimentation pauvre composée de riz et nourriture périmée, d'eau non potable, utilisant des assiettes sales, entassés dans des casernes pleines, sans électricité, latrines, pas de douches, les immigrés reçoivent le même traitement que les prisonniers politiques ». Le rapport conclut que les camps UMAP avaient deux objectifs : « faciliter la main d'œuvre gratuite pour l'État » et « punir les jeunes gens qui refusent de rejoindre les organismes communistes ». Le poète Pablo Milanés, lui aussi emprisonné dans les UMAP, évoque « des travaux forcés de 5 heures du matin jusqu’à la tombée de la nuit, sans aucune justification ni explication ». Une des punitions les plus courantes consiste à attacher un prisonnier nu à un poteau. Il est alors laissé sans eau et nourriture à la merci des moustiques. Selon les auteurs du Livre noir du communisme pour « échapper à cet enfer, des détenus s'automutilèrent ».

### Disparition des camps
Selon Salim Lamrani, les persécutions subies dans les UMAP par certains groupes d'individus (homosexuels et témoins de Jéhovah) suscitèrent des protestations de multiples acteurs de la société civile cubaine, dont en particulier la Fédération des femmes cubaines, présidée par Vilma Espín, et l'Union des écrivains et artistes de Cuba, présidée par Nicolás Guillén. Un rapport rendu par la direction politique des Forces armées conclut au caractère récurrent de ces abus et Fidel Castro ordonne leur fermeture.
Les UMAP sont démantelées à partir de 1968 et des témoignages de leur existence apparaissent en Europe. Une partie des soutiens au régime castriste dénonce ces camps de travail forcé et l'Organisation internationale du travail commence à enquêter sur le sujet. Le terme UMAP disparait, mais l'organisation des camps perdure, sans clôtures ni miradors. Dans les années 1970, 20 000 détenus sont encore enfermés. Puis, au début des années 1990, les camps et les « chantiers » sont suspendus. Toutefois les prisonniers des prisons traditionnelles continuent de travailler dans les champs. Après la fermeture des camps, les purges visant les homosexuels du Parti communiste cubain continuent ; elles sont condamnées par des intellectuels comme Susan Sontag et Jean-Paul Sartre. Ce dernier déclare même que « les homosexuels sont les juifs de Cuba ».
Dans une interview donnée à La Jornada en 2010, Fidel Castro admet sa responsabilité dans les persécutions lors d'une question à propos des camps de l'UMAP : « Après mon arrivée au pouvoir, les représentants des minorités sexuelles étaient persécutés… Oui, il y a eu des moments de grande injustice, de grande injustice ! »,. José-Luis Llovió Menéndez, haut fonctionnaire cubain, indique que Fidel Castro a fait semblant de découvrir la situation des camps UMAP.

### Prisonniers célèbres
Le dramaturge Héctor Santiago (en), le poète Pablo Milanés ou encore le cardinal Jaime Ortega ont eu à subir des traitements humiliants dans ces camps entourés de barbelés. Le pasteur Orlando Gonzales raconte : « Ce fut une période sombre, douloureuse, frustrante, qui a bouleversé ma vie ». Pablo Milanés considère que les UMAP n'étaient pas une organisation isolée. Pour Pablo Milanés, ces camps relèvent de l'alignement du régime castriste sur la politique soviétique, y compris sur les procédés staliniens : « Cuba fait partie de l’échec du socialisme réel ».
José-Luis Llovió Menéndez, un haut fonctionnaire cubain chargé de surveiller les dirigeants castristes qui, en 1965, sont accusés d'avoir un train de vie fastueux, est lui aussi envoyé dans les UMAP. Cet emprisonnement avait pour but de conduire ses collègues sanctionnés de ne pas se douter qu'il était à l'origine de leurs propres emprisonnements.

## Mémoires
En 1983, le film Mauvaise Conduite (Conducta impropia, 1983), de l'Espagnol Néstor Almendros et du Cubain Orlando Jiménez-Les, présente les témoignages de plusieurs intellectuels cubains dénonçant la répression menée par le régime castriste, contre les homosexuels, avec la création des UMAP,.
En septembre 2012, à La Havane, la police politique cubaine saisit des documents, détenus par l'activiste homosexuelle Leannes Imbert, afin d'empêcher une exposition expliquant aux Cubains la réalité des UMAP. Leannes Imbert a été placée en détention et a subi un « interrogatoire serré », et a été libérée douze heures plus tard. Avant son arrestation, Leannes Imbert souhaitait se rendre au Cenesex (Centre pour l’éducation sexuelle) de La Havane, dirigé par Mariela Castro.
Pablo Milanés, qui vit toujours à Cuba, indique en 2015 que la presse cubaine n'ose pas évoquer les UMAP et que la presse étrangère ne connait pas cette organisation répressive « typiquement stalinienne ».